# Rozłęka
Rozłęka ([rɔˈzwɛnka]) (Planheide) ist ein Weiler im Nordwesten der polnischen Woiwodschaft Pommern und gehört zur Stadt-und-Land-Gemeinde Kobylnica (Kublitz) im Powiat Słupski. Mit Stand vom 30. Juni 2023 hatte die Siedlung nur einen einzigen Einwohner. Im Jahr 2008 waren es noch fünf.

## Geographische Lage
Die Siedlung liegt ca. 14 Kilometer südwestlich von Kobylnica (Kublitz), 18 Kilometer südwestlich der Kreishauptstadt Słupsk (Stolp) und 118 Kilometer westlich von der Landeshauptstadt Gdańsk (Danzig).

## Geschichte
In den Jahren 1773 bis 1775 wurde mit königlichen Subventionen der Bauernhof Planheide (heute: Rozłęka) errichtet, der zunächst zum Gut Bzowo (Besow) und später zum Gut Ścięgnica (Ziegnitz) gehörte. Die Güter wurden im Laufe der Zeit mehrfach verkauft.